# Tom McGowan
Thomas McGowan (26 de julio de 1959) es un actor estadounidense, conocido por su carrera teatral tanto dentro como fuera de Broadway. En 1991, fue nominado al premio Tony al mejor actor principal en una obra de teatro y al premio Drama Desk al mejor actor en una obra por su debut en Broadway en La Bête. En 2011, McGowan fue elegido para asumir el papel del Mago en Wicked en Broadway. En 2014, McGowan protagonizó la obra original de Broadway de Harvey Fierstein, Casa Valentina, que fue nominada al premio Tony a la mejor obra. Desde entonces, ha aparecido en los reestrenos de Broadway de She Loves Me (2016) y Kiss Me, Kate (2019).
También es conocido por su papel recurrente en el programa de la NBC ganador del premio Emmy, Frasier, como el gerente de la estación KACL, Kenny Daly. También ha aparecido en una variedad de programas, incluidos Everybody Loves Raymond, The Practice, ER, Desperate Housewives, Curb Your Enthusiasm, Modern Family, Veep y The Good Fight.
Ha aparecido en películas como Heavyweights, Sleepless in Seattle, The Birdcage, Mejor... imposible, True Crime, Ghost World y Bad Santa.

## Carrera
En Broadway apareció en La Bête (1991), por la que recibió una nominación al premio Tony como mejor actor principal en una obra de teatro. Off-Broadway, ganó un premio Obie por su actuación en la obra de Nicky Silver, The Food Chain. Interpretó el papel de Pat Finley en la película Heavyweights de 1995 y el papel de Patrick Fisher en la película Twelve and Holding de 2006.
McGowan ha estado interpretando el papel del Maravilloso Mago de Oz en varias compañías de Wicked desde 2009. Interpretó por primera vez al Mago en la producción original de la Segunda Gira Nacional, que comenzó el 7 de marzo de 2009.  Terminó su gira con la compañía el 6 de diciembre de 2009 y se trasladó a la producción de San Francisco, donde interpretó al Mago desde el 22 de diciembre de 2009 hasta el 5 de septiembre de 2010, cuando cerró la producción. Luego regresó a la Segunda Gira Nacional, reanudando sus actuaciones el 11 de enero de 2011 y concluyendo sus actuaciones en la gira el 17 de abril de 2011. McGowan se unió a la compañía de Broadway del espectáculo desde el 3 de mayo de 2011 hasta el 5 de febrero de 2012.  Posteriormente, pasó a la Primera Gira Nacional del programa, interpretando el papel desde agosto de 2012 hasta abril de 2013. Desde entonces, ha interpretado el papel en Broadway de manera intermitente, incluso desde el 13 de agosto de 2013 hasta el 22 de febrero de 2014, y en adelante a partir del 15 de julio de 2014. McGowan interpretó el papel en la producción del espectáculo en el West End del 21 de septiembre de 2015 al 12 de marzo de 2016. 
McGowan estuvo en la reposición de Broadway de She Loves Me en 2016 como Ladislav Sipos. McGowan interpretó al personaje Falstaff en Las alegres comadres de Windsor de Shakespeare en el Old Globe Theatre de San Diego en agosto de 2023. 

## Vida personal
McGowan creció en Belmar, Nueva Jersey. Se graduó de la escuela secundaria St. Rose de Belmar en 1977.  Después de graduarse de la escuela secundaria, asistió a la Universidad de Hofstra y a la Escuela de Drama de Yale, donde se graduó con una Maestría en Bellas Artes en 1988. Él y su esposa, Cathy, tienen un hijo, Mark (nacido el 5 de mayo de 1992) y una hija, Mary (nacida el 10 de febrero de 1995).

## Filmografía

### Películas
| Año  | Título                             | Papel               |
| ---- | ---------------------------------- | ------------------- |
| 1992 | The Last of the Mohicans           | Rich Merchant       |
| 1992 | Captain Ron                        | Bill                |
| 1993 | Searching for Bobby Fischer        | Reporter            |
| 1993 | Sleepless in Seattle               | Keith               |
| 1994 | Mrs. Parker and the Vicious Circle | Alexander Woollcott |
| 1995 | Heavyweights                       | Pat Finley          |
| 1996 | The Birdcage                       | Harry Radman        |
| 1997 | Cold Around the Heart              | Gun Store Man       |
| 1997 | As Good as It Gets                 | Maitre D'           |
| 1997 | Bean: The Movie                    | Walter Huntley      |
| 1999 | True Crime                         | Tom Donaldson       |
| 2000 | The Family Man                     | Bill                |
| 2001 | Ghost World                        | Joe                 |
| 2003 | Bad Santa                          | Harrison            |
| 2004 | Dog Gone Love                      | Star                |
| 2004 | After the Sunset                   | Ed                  |
| 2005 | 12 and Holding                     | Patrick Fisher      |
| 2009 | Just Peck                          | Mr. Kuhner          |
| 2015 | Freeheld                           | William Johnson     |
| 2016 | She Loves Me                       | Ladislav Sipos      |

### Televisión
| Año       | Título                                | Papel                   | Notas                                         |
| --------- | ------------------------------------- | ----------------------- | --------------------------------------------- |
| 1992–93   | Down the Shore                        | Eddie Cheever           | 29 episodios                                  |
| 1994      | Coach                                 | Edgar                   | Episodio: "Be a Good Sport"                   |
| 1994      | Monty                                 | Clifford Walker         | 13 episodios                                  |
| 1996      | The Show                              | George Hart             | 4 episodios                                   |
| 1996–97   | Sabrina, The Teenage Witch            | Principal Larue         | 3 episodios                                   |
| 1996–2004 | Everybody Loves Raymond               | Bernie                  | 17 episodios                                  |
| 1997      | Honey, I Shrunk the Kids: The TV Show | Randy                   | Episodio: "Honey, I Shrunk the Science Dude"  |
| 1998      | The Practice                          | William Wright          | Episodio: "The Pursuit of Dignity"            |
| 1998–2004 | Frasier                               | Kenny Daly              | 42 episodios                                  |
| 1999      | Snoops                                | Dirty Marty             | 2 episodios                                   |
| 1999–2000 | ER                                    | Joe Bernero             | 2 episodios                                   |
| 2000      | Bull                                  | Johnny Walker           | Episodio: "In The Course of Human Events"     |
| 2001      | Welcome to New York                   | Joe Gaffigan            | Episodio: "The Brother"                       |
| 2001      | King of the Hill                      | David (voice)           | Episodio: "Hank's Back Story"                 |
| 2001      | The Huntress                          | Ollie Drake             | Episodio: "With Great Power"                  |
| 2001      | Curb Your Enthusiasm                  | John Tyler              | Episodio: "The Thong"                         |
| 2003      | The Pitts                             | Officer Peltz           | Episodio: "Squarewolves"                      |
| 2003      | Judging Amy                           | Mr. Moran               | Episodio: "Picture of Perfect"                |
| 2004      | Complete Savages                      | Reverend Dave           | Episodio: "Carnival Knowledge"                |
| 2004      | Oliver Beene                          | Bob "Simon Says" Brooks | Episodio: "Catskills"                         |
| 2004      | 8 Simple Rules                        | Frank                   | Episodio: "Thanksgiving Guest"                |
| 2005      | Reba                                  | Inspector               | Episodio: "As Is"                             |
| 2005–07   | The War at Home                       | Joe                     | 11 episodios                                  |
| 2006      | Just Legal                            | Jeff Jacobs             | Episodio: "The Bar"                           |
| 2006      | Play Nice                             | Performer               | Película de televisión                        |
| 2007      | Hannah Montana                        | Leo                     | Episodio: "Don't Stop 'Til You Get the Phone" |
| 2007      | Brothers & Sisters                    | Luther Reeves           | Episodio: "An American Family"                |
| 2007      | Boston Legal                          | Noris Milk              | Episodio: "Green Christmas"                   |
| 2008      | Greek                                 | Fred                    | Episodio: "47 Hours and 11 Minutes"           |
| 2008      | CSI: Crime Scene Investigation        | Mark                    | Episodio: "Two and a Half Deaths"             |
| 2009      | Eli Stone                             | Donnie Griffiths        | Episodio: "Sonoma"                            |
| 2010      | Desperate Housewives                  | Mayor Franklin          | Episodio: "Down the Block There's a Riot"     |
| 2011      | Hot in Cleveland                      | Robert                  | Episodio: "Love Thy Neighbor"                 |
| 2012      | Modern Family                         | Principal Roth          | Episodio: "Schooled"                          |
| 2015      | Veep                                  | Congressman Moyes       | Episodio: "B/ill"                             |
| 2017      | The Good Fight                        | Jax Rindell             | 5 episodios                                   |
| 2020      | One Royal Holiday                     | Ed Jordan               | Película de televisión                        |
| 2022      | American Auto                         | Ed                      | Episodio: "Earnings Call"                     |
| 2024      | Doctor Odyssey                        | Burt                    | Episodio: "Pilot"                             |

## Teatro
| Año  | Título                     | Papel                          | Evento                               | Notas |
| ---- | -------------------------- | ------------------------------ | ------------------------------------ | ----- |
| 1988 | Coriolanus                 | Ensemble                       | The Public Theatre, Off-Broadway     |       |
| 1989 | The Winter's Tale          | Clown                          | The Public Theatre, Off-Broadway     |       |
| 1991 | La Bête                    | Valere                         | Eugene O'Neill Theatre, Broadway     | [ 7 ] |
| 1995 | The Food Chain             | Otto                           | Westside Theatre, Off-Broadway       | [ 7 ] |
| 1996 | Chicago                    | Amos Hart (replacement)        | The Gershwin Theatre, Broadway       | [ 7 ] |
| 1997 | Ivanov                     | Mikhail Borkin                 | Vivian Beaumont Theater, Broadway    | [ 7 ] |
| 2002 | A Few Stout Individuals    | Adam Badeau                    | Peter Norton Space, Off-Broadway     | [ 7 ] |
| 2011 | Wicked                     | The Wizard of Oz (replacement) | The Gershwin Theatre, Broadway       | [ 7 ] |
| 2014 | Casa Valentina             | Bessie                         | Samuel J. Friedman Theatre, Broadway | [ 7 ] |
| 2016 | She Loves Me               | Ladislav Sipos (replacement)   | Studio 54, Broadway                  | [ 7 ] |
| 2019 | Kiss Me, Kate              | Gangster (replacement)         | Studio 54, Broadway                  | [ 7 ] |
| 2023 | The Merry Wives of Windsor | Falstaff                       | The Old Globe, San Diego             |       |

## Premios y nominaciones
| Año  | Premio                     | Categoría              | Trabajo        | Resultado | Ref.  |
| ---- | -------------------------- | ---------------------- | -------------- | --------- | ----- |
| 1991 | Tony Awards                | Best Actor in a Play   | La Bête        | Nominado  | [ 7 ] |
| 1991 | Drama Desk Awards          | Best Actor in a Play   | La Bête        | Nominado  | [ 7 ] |
| 1991 | Outer Critics Circle Award | Best Debut Performance | La Bête        | Ganador   | [ 7 ] |
| 1996 | Obie Award                 | Best Performance       | The Food Chain | Ganador   | [ 7 ] |